# 浮沉子
浮沉子

## 實驗效果
以手按壓裝滿水之透明瓶子，可控制瓶中的浮沉子上浮或下沉。

## 裝置架構

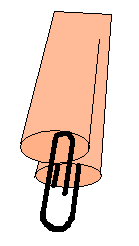
吸管製簡易浮沉子

簡易的浮沉子裝置可以以一個透明寶特瓶，一段吸管，和一個迴紋針所製成。將一段約6公分長度，直徑約5mm的吸管對折,開口處如圖般以迴紋針夾起固定,此稱為浮沉子。將此浮沉子以吸管開口向下的方向放置入裝滿水的透明寶特瓶中，蓋緊瓶口即可完成浮沉子裝置。

## 操作方法和運作原理
用手用力擠壓裝有浮沉子之寶特瓶使瓶內空氣壓升高，而同時浮沉子內的氣體體積減少，因此降低水對於浮沉子的浮力值，當浮沉子的重量大於浮力時即開始下沉，手放掉寶特瓶後瓶內空氣壓力降低，氣體體積膨脹導致浮力增加，浮沉子上浮。
若無法使浮沉子下沉，可考慮減低吸管長度或增加迴紋針數量或重量。